# Avanza Libertad
Avanza Libertad (anteriormente Frente Despertar) fue un espacio político encabezado por el diputado nacional José Luis Espert. Anteriormente fue una coalición política con personería jurídica en la Provincia de Buenos Aires.
Esta alianza también la integraba Javier Milei, hasta que éste confirmó en diversos medios que competiría por separado de José Luis Espert en las elecciones legislativas del 2021, separandose así definitivamente de Avanza Libertad. Más tarde, Espert tejería un acuerdo para incorporarse a Juntos por el Cambio, lo que le valió que otros dirigentes, como la diputada Carolina Piparo, también abandonen su espacio. Posteriormente, en una entrevista en LN+, Espert afirmó que rompió el acuerdo con Juntos por el Cambio, y el 12 de marzo de 2024, el presidente Javier Milei anuncia el ingreso de Espert y su espacio a La Libertad Avanza.

## Historia

### Frente Despertar

Logotipo del antiguo Frente Despertar.

El 11 de junio de 2019, se oficializó ante la justicia la coalición "Frente Despertar", la cual pretendía llevar a José Luis Espert, como candidato a presidente, y a Luis Rosales, como candidato a vicepresidente, en las elecciones presidenciales de 2019. Espert había declarado su intención de participar en la carrera presidencial el 23 de diciembre de 2018. Dicha alianza Nacional, estaba conformado por el Partido Nacionalista Constitucional UNIR de Orden Nacional, junto con el Partido Libertario del distrito Córdoba y la Unión del Centro Democrático de varios distritos.
En un comienzo, Espert había contado con el apoyo de Alberto Asseff, presidente del partido UNIR, pero luego de un cambio repentino, al cierre del plazo para la presentación de Alianzas ante la justicia electoral, Asseff decidió inscribir su partido integrando la alianza nacional Juntos por el Cambio. Este hecho provocó que la alianza Frente Despertar sea dada de baja, ya que no contaba con un partido de Orden Nacional que la pueda sostener. Por lo que Espert más tarde arreglaría un acuerdo con el partido Unite por la Libertad y la Dignidad, lo que le permitió competir bajo esa estructura. Aunque la firma Frente Despertar si se logró presentar en el distrito de Córdoba, para las elecciones legislativas en conjunto a las presidenciales.

#### Elecciones de 2019
Espert lanzó su campaña electoral en el estadio "Héctor Etchart" del club Ferro Carril Oeste, en el barrio porteño de Caballito, donde estuvo acompañado por sus principales candidatos. Allí pidió votar "ni con miedo ni con bronca" y abandonar "el discurso de la grieta".
Finalmente, en las elecciones primarias, el frente electoral obtuvo el 2,16% de los sufragios, un total de 550.593 votos. Al haber superado el 1,5% de los votos requeridos, pudieron presentarse en las elecciones generales. En las elecciones de octubre obtuvieron un total de 394.206 votos, el 1,47% de los sufragios; quedando, de esta forma, últimos frente a otros cinco candidatos.

### Avanza Libertad
En septiembre de 2020, durante una transmisión en vivo junto a José Luis Espert; el mediático economista, Javier Milei, confirmó que sería candidato a diputado por la Ciudad de Buenos Aires, en representación del Frente Despertar. Tras esta incorporación, en diciembre de 2020, la coalición fue renombrada como "Avanza Libertad" y fue presentada en Córdoba. Más tarde, Milei confirmó en diversos medios que competiría por separado de José Luis Espert, éste decidió no presentar su partido a elecciones en la Ciudad Autónoma de Buenos Aires.
El 23 de octubre del 2020, el abogado, Francisco Oneto, también tomó la decisión de apoyar el espacio adhiriendo a las propuestas electorales del mismo.
El 10 de marzo de 2021, se realizó un encuentro entre los principales referentes del Partido Autonomista, el Partido Demócrata, la UCEDE, Republicanos Unidos, el Partido Liberal Republicano, Avanza Libertad y Valores para mi País, para la formación de una coalición electoral denominada como "Frente Vamos" cuyo objetivo era competir en las elecciones legislativas de 2021. Sin embargo, al poco tiempo José Antonio Romero Feris, presidente del Partido Autonomista, anunció que no participaría de ninguna alianza electoral que "divida el arco político opositor".
En junio de 2021, José Luis Espert propuso un amplio frente de oposición contra el gobierno de Axel Kicillof en la Provincia de Buenos Aires para las elecciones legislativas de 2021, dicho frente incluiría sectores anti-kirchneristas como, por ejemplo, Juntos por el Cambio. Finalmente, esta propuesta no se pudo concretar ese año.

#### Elecciones legislativas de 2021

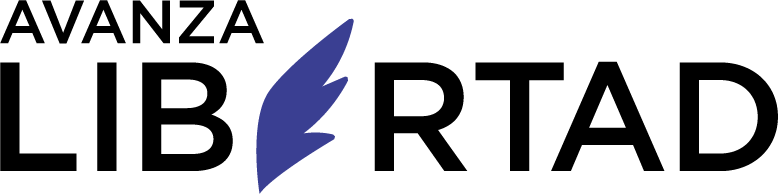
Logotipo de Avanza Libertad (2020-2022).

El 14 de julio del año 2021, día de cierre de presentación de alianzas para las elecciones legislativas de 2021, se oficializó la coalición Avanza Libertad con partidos del sector de la centroderecha política argentina en la Provincia de Buenos Aires. En la coalición participarán la UCEDE, el Partido Demócrata, el partido Dignidad Popular y el Partido Autonomista; además de agrupaciones que aún no se consideran, legalmente, partidos políticos en la provincia, como el Partido Libertario, presidido por Lucas Gazzotti; Republicanos Unidos, presidido por Guillermo Rucci; el Movimiento Libertario Republicano, presidido por Luciano Silva; el Frente Renovar, presidido por Nazareno Nieva; Alternativa Libre, y Encuentro Plural Alternativo.
Tras las elecciones generales, Avanza Libertad se impuso como tercera fuerza en la provincia de Buenos Aires con el 7,5% de los sufragios, 656.487 votos, quedando por detrás de Juntos por el Cambio y del Frente de Todos. Con estos resultados, la coalición obtuvo 2 diputados nacionales, 3 diputados provinciales y 10 concejales municipales (1 en Escobar, 1 en Olavarría, 2 en Pilar, 2 en Vicente López, 2 en Bahía Blanca y 2 en General Villegas).

### Fusión con Juntos por el Cambio
Luego de las elecciones legislativas de 2021 Espert fue tegiendo diálogo con sectores de Juntos por el Cambio, acercándose cada vez más a dicho espacio y tanteando incluso con la posibilidad de presentarse como candidato a gobernador de la Provincia de Buenos Aires en una alianza con JxC. Estos acercamientos le valieron las críticas de miembros de su propio espacio, que paulatinamente a lo largo del año 2022 fueron abandonando Avanza Libertad para unirse a La Libertad Avanza, del dirigente nacional Javier Milei. Tal es el caso del Partido Demócrata, el Partido Libertario, dirigentes importantes como la diputada nacional Carolina Píparo; los legisladores provinciales Nahuel Sotelo y Constanza Moragues Santos; concejales como Solana Marchesan y Juan Martin Tito, por Pilar; Graciela Aristi de Escobar; Celeste Arouxet de Olavarría; entre otros.
Finalmente, el 13 de mayo del 2023, en el marco de la presentación de su último libro, Espert decide blanquear su fusión con Juntos por el Cambio.

### Desaparición
En enero de 2024, Espert anuncia que rompió su acuerdo con Juntos por el Cambio y vuelve a rearmar su coalición Avanza Libertad y armar su monobloque en la Cámara de Diputados de la Nación tras un acercamiento con el gobierno de Javier Milei. En marzo de 2024 se anunció que Espert volvería a La Libertad Avanza. Su compañera de formula, Carolina Píparo, se reincorporaría a la alianza en septiembre del mismo año.

## Partidos miembros
En 2021 la alianza provincial estuvo compuesta por los siguientes partidos políticos.
| Partido | Partido                                                 | Presidente (en el momento) | Ideología               | Posición      | Ref.          |  |
| ------- | ------------------------------------------------------- | -------------------------- | ----------------------- | ------------- | ------------- |  |
|         | Partido Autonomista                                     | Daniel Roberto Iturralde   | Conservadurismo         | Derecha       | [ 52 ]        |  |
|         | Partido Demócrata                                       | Carlos Néstor Onteiro      | Conservadurismo         | Derecha       | [ 64 ]        |  |
|         | Partido Libertario                                      | Lucas Gazzotti             | Libertarismo            | Derecha       | [ 65 ]        |  |
|         | Dignidad Popular (actual Encuentro Republicano Federal) | Ernesto Raúl Habra         | Peronismo Federal       | Derecha       | [ 66 ] [ 67 ] |  |
|         | Republicanos Unidos                                     | Sebastián Pascual          | Liberalismo económico   | Centroderecha |               |  |
|         | Unión del Centro Democrático                            | Hugo Bontempo              | Liberalismo conservador | Derecha       | [ 52 ]        |  |

## Representantes

### Congreso Nacional
|  | José Luis Espert | Buenos Aires | 2021 | 2025 |

### Concejales en la Provincia de Buenos Aires
| Miembros de Avanza Libertad       | Miembros de Avanza Libertad | Miembros de Avanza Libertad | Partido          |
| Concejal                          | Inicio                      | Final                       | Partido          |
| --------------------------------- | --------------------------- | --------------------------- | ---------------- |
| Martín Barrionuevo Iribarne       | 2021                        | 2025                        | Bahía Blanca     |
| Valeria Diana Rodríguez           | 2021                        | 2025                        | Bahía Blanca     |
| Constanza Darchez                 | 2021                        | 2025                        | Vicente López    |
| Jorge Mariño                      | 2021                        | 2025                        | Vicente López    |
| Juan Agustín Bilotta              | 2021                        | 2025                        | General Villegas |
| Analía Balaudo                    | 2021                        | 2025                        | General Villegas |
| Griselda Mirian Romariz de Aristi | 2021                        | 2025                        | Escobar          |

## Resultados electorales

### Elecciones nacionales

#### Presidencia de la Nación
|  | 2.16 % |

|  | 1.47 % |

#### Congreso de la Nación
|  | 5,10 % |

|  | 7,5 % |

### Legislatura bonaerense
|  | 6,58 % |

|  | 7,49 % |

## Controversias

### Dudas con el financiamiento de campaña del 2019
Diversos medios periodísticos criticaron la supuesta financiación por parte del kirchnerismo de la campaña de 2019 del Frente Despertar por la que su jefe de campaña, el exmiembro de la Coalición Cívica, Nazareno Etchepare, habría renunciado. Luis Rosales desmintió contundentemente todas las acusaciones. A su vez, salió a la luz una supuesta colaboración por parte del kirchnerismo en la fiscalización de las boletas durante las elecciones y para que el frente pudiera imprimir sus boletas en la provincia de Buenos Aires pegadas a sus candidatos locales.
En agosto de 2020, el periodista Eduardo Feinmann revivió estas acusaciones en su programa televisivo y redes sociales afirmando que la candidatura del economista fue promovida por el expresidente y armador político Eduardo Duhalde; Los informes de la campaña presidencial de Espert de 2019 son objeto de investigación en la justicia. Según surge de los mismos, no se declaró ningún aporte privado de fondos para la campaña ni se dio cuenta de ningún traslado en aviones privados.
También se denunció que la campaña fue financiada jefe de Gobierno Horacio Rodríguez Larreta. Esta última afirmación fue confirmada por el ex primer candidato a legislador, Gonzalo Díaz Córdoba, quien fue designado en 2020 por el gobierno de CABA como síndico de la Corporación Puerto Madero.
El economista Diego Giacomini, quien acompañó a José Luis Espert durante la primera parte de su campaña de 2019, y el influencer Emmanuel Danann, también confirmaron las anteriores acusaciones. Meses después, el jefe de la campaña de Espert, Gonzalo Díaz Córdoba, confesó que Horacio Rodríguez Larreta financió la campaña del líder del Frente Despertar a cambio de respaldo a Larreta. Posteriormente se filtraría una conversación por Zoom sobre la financiación de la campaña donde se admite que recibieron fondos públicos de la Ciudad de Buenos Aires. Éste aseguró que recibieron fondos de la Ciudad para su candidatura y luego desaparecieron. El exjefe de campaña de José Luis Espert, Gonzalo Díaz Córdoba, sería nombrado semanas después funcionario de Larreta. Sin embargo, José Luis Espert luego saldría a desmentir estas acusaciones.
El Frente Despertar también fue acusado de haber alquilado los partidos que presiden Alberto Assef (UNIR) y José Bonacci (UNITE) a cambio de dinero.
Si bien en los informes de financiamiento de la campaña del Frente Despertar no se declararon aportes privados, también se sospecha que la campaña habría sido financiada por Federico Machado, un empresario detenido por los delitos de asociación ilícita para la fabricación y distribución de cocaína, lavado de dinero y fraude. Por este emotivo, el candidato saldría luego a desmentir las acusaciones y a dar su versión de los hechos. Asimismo, se sostuvo que la campaña recibió aportes del Gobernador de la Provincia de Formosa, Gildo Insfrán, y del ya fallecido banquero Jorge Horacio Brito, gracias al nexo de Sergio Massa y Daniel Ivoskus. Por último, también se dijo que Daniel Vila, Presidente del Grupo América, sostuvo la candidatura de Espert.
A raíz de las dudas relacionadas al financiamiento de la campaña presidencial del Ex-Frente Despertar en 2019, y los vínculos con Federico "Fred" Machado, José Luis Espert fue denunciado junto a Luis Rosales, Javier Milei, Jimena Aristizabal y Nazareno Etchepare, ante el Juzgado Criminal y Correccional Federal N.º 8, por los delitos de encubrimiento y asociación ilícita.

### Multa de la justicia electoral por 18 millones
En agosto del 2022 la justicia electoral desaprobó la rendición de gastos que realizó Avanza Libertad por la impresión de boletas para las elecciones de 2021, a raíz de una denuncia efectuada por miembros propios del frente originarios del Partido Demócrata y la UCEDE acusando a miembros del partido Dignidad Popular. Así, se sancionó a la alianza Avanza Libertad por un total de 18.197.516 pesos por no haber podido acreditar debidamente el destino para el que fueron utilizados los aportes estatales en la presentación del informe final de campaña de la elección primaria.

### Controversia
A principios de 2025, presupuesto del Hospital Garrahan se encuentraba congelado desde 2024, lo que generó un conflicto con el gobierno nacional que se intensificó a partir de mayo de 2025 con paros y movilizaciones. El gobierno acusó al hospital de ineficiente, por tener empleados administrativos dibujados por el kirchnerismo, a pesar de que la proporción es la normal en cualquier hospital. El ministro de Salud Lugones fue imputado por exigir la renuncia del Consejo Directivo.